# Harro Schmidt
Pour les articles homonymes, voir Schmidt.
 (novembre 2020).
Harro D. B. Schmidt (né le 20 juillet 1957 à Großburgwedel) est un artiste contemporain allemand.

## Biographie
Harro Schmidt va de 1971 à 1977 au Georg-Büchner-Gymnasium à Seelze. Après l'abitur en mai 1977, Schmidt étudie les beaux-arts à Hanovre de 1980 à 1991 à la grande école d'art et de design et, en parallèle, la géologie et la paléontologie à l'université de Hanovre. En 1992, il devient un étudiant en maîtrise auprès d'Ulrich Baehr. La même année, il remporte un prix pour son projet de Copy Art dans le cadre du concours pour la conception des murs extérieurs du pavillon de la NDR pour le CeBIT et la foire de Hanovre.

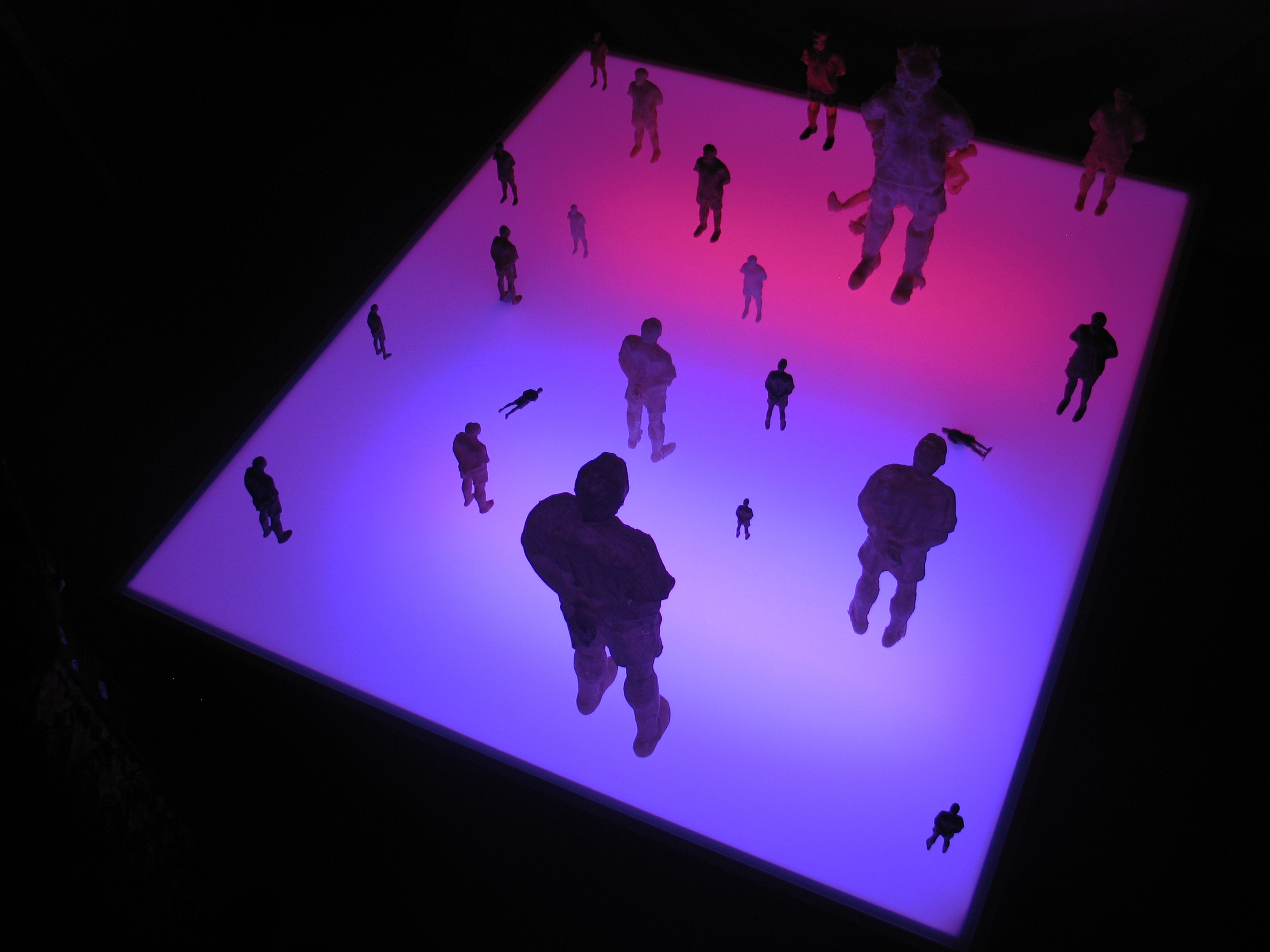
Ballack is back, 2008.

Schmidt est présent dans de nombreuses expositions individuelles et collectives en Europe, en Amérique et en Asie depuis les années 1990.
Également au début des années 1990, il commence son cycle de travail Ernest-Auguste autour de la statue équestre du père Ernest-Auguste Ier, l'un des rois de Hanovre.
En 1993, Schmidt crée le hall du Kulturzentrum Faust. Depuis 1996, Schmidt organise des projets artistiques à vocation internationale dans le hall d'exposition ainsi que dans le pays et à l'étranger. À partir de 2013, il poursuit également son travail en tant que commissaire et directeur du centre culturel.
En 2014, Schmidt organise Shifting Africa – künstlerische Perspektiven aus der Subsahara à Hanovre et à la Biennale des médiations à Poznań. En 2016, Harro Schmidt est l'un des conservateurs de l'Ostrale (OSTRALE O16 error: x) à Dresde et l'un des auteurs du catalogue. En 2018, il organise IJacking Hannover – Festival für unsichtbare Kunst à Hanovre, avec Arthur Clay et en coopération avec Virtuale Switzerland.